# Bactropaltis lithosema
Bactropaltis lithosema is een vlinder uit de familie tastermotten (Gelechiidae). De wetenschappelijke naam van deze soort is voor het eerst geldig gepubliceerd in 1939 door Meyrick.
De soort komt voor in tropisch Afrika.